# 馬場大亨 (電視劇)
《馬場大亨》（英語：Racing Peak）是香港電視廣播有限公司拍攝製作的時裝劇集，全劇共40集，監製韋家輝，马术特技指导李家鼎，此劇為無綫電視26周年台慶劇。
此劇曾於1999年12月在無綫電視翡翠台重播。

## 故事大綱
李大有（黃日華飾) 和李奇（曾江飾) 父子跟數名黑手黨頭子合作經營討債公司，追數方式以兇狠殘暴出名。錢淺（陳秀雯飾) 與好友鍾愛玲（蔡少芬飾) 合資開設一家小公司，因投資失敗而負債累累，在大有的討債公司不斷恐嚇下，淺幾乎走投無路。後來浅、愛玲和大有相處後，發覺大有並非想像中的残暴，後淺更與大有合作發展卡拉OK的生意。大有後發覺賽馬生意必定發財，遂與黑道頭子合作，果然賺了大錢，決定親自參與賽事，自當馬主，更邀請馬夫鄭繼鳳（尹揚明飾) 合作。
另一方面，淺與大有相處日深，不自覺地對他用了真情，而愛玲亦同樣傾慕大有。一個情深，一個義重，究竟在愛情路上大有會如何抉擇呢？而大有與繼鳳成為馬場大亨的夢想，最終又能否實現呢？

## 演員表

### 李家
| 演員   | 角色   | 關係 | 暱稱                    |
| 曾 江  | 李 奇  | 李大有之父 陸萍之前夫，因其给自己戴绿帽而在他面前非常害怕其，后来终于鼓起勇气大骂其一顿                                                                                          | 大有爸                  |
| 黃日華 | 李大有 | 1956年4月28日出生 大有卡拉OK老闆 大有天地老闆 大有賽馬集團老闆 李奇、陸萍之子 錢淺丈夫 起初欣赏郑继凤但被误会讥笑其而反目，后和好 与倪冠鹤亦敌亦友於第40集被宋啟邦買兇槍殺身亡。 | 大有仔 「烚熟狗頭」叔叔 |

### 宋家
| 演員   | 角色   | 關係 | 暱稱 |
| 劉兆銘 | 宋啟邦 | 賭王 宋小藍之父 李大有、鄭繼鳳老闆 因郭英中 、曾兆佳和郭家成投资李大有马场失利兼被隐瞒许多账目而与钱开一同被威胁解决掉李大有和郑继凤，但因郑继凤为其女婿而下不了手，因此与钱开调换杀害李大有，于第40集買兇槍殺李大有 |      |
| 梁珮玲 | 宋小藍 | 宋家大小姐 宋啟邦之女 鄭繼鳳之妻 |      |

### 鄭家
| 演員   | 角色   | 關係 | 暱稱 |
| 黃一飛 | 鄭 森  | 練馬師 鄭繼鳳、鄭繼龍之父 潘保羅拍檔 幫倪冠鶴控制賽馬，因李大有介入赛马后屡屡落败而被倪冠鹤威吓，于其死后为了得到利益而意图造马，因此被郑继凤威吓，后放过       |      |
| 黎 宣  | 歡婆婆 | 鄭繼鳳之岳母 阿莲之母 郑美、郑玉、郑芬、郑芳之外婆 |      |
| 尹揚明 | 鄭繼鳳 | 1958年出生 馬房顧馬員 鄭森之子，觉得其令自己丢脸而不满其 鄭繼龍之兄，不满其 与李大有先敌后友 郑美、郑玉、郑芬、郑芳之父 宋小藍之夫 於第40集被錢開買兇槍殺身亡。 | 阿雞 |
| 陳曉芸 | 阿 蓮  | 郑继凤之妻 郑美、郑玉、郑芬、郑芳之母 |      |
| 彭鎮南 | 鄭繼龍 | 騎師 鄭森之子 鄭繼鳳之弟 于第36集因与其父意图造马而被繼鳳派人打斷腿。                                                                                           |      |
| 趙冬兒 | 鄭 美  | 鄭繼鳳之女 於第24集在車行的車廂內，意外喪命。 |      |
| 曾燕婷 | 鄭 玉  | 鄭繼鳳之女 於第24集在車行的車廂內，意外喪命。 |      |
| 何梓埼 | 鄭 芬  | 鄭繼鳳之女 於第24集在車行的車廂內，意外喪命。 |      |
| 敖若晴 | 鄭 芳  | 鄭繼鳳之女 於第24集在車行的車廂內，意外喪命。 |      |

### 錢家
| 演員   | 角色  | 關係 | 暱稱   |
| 江 毅  | 錢 開 | 錢淺爺爺 宋啟邦世仇 因郭英中、曾兆佳和郭家成投资李大有之马场失利兼被隐瞒许多账目而与宋启邦一同被威胁解决掉李大有和郑继凤，但因李大有为其孙女婿而下不了手，因此与宋启邦调换杀害郑继凤，於第40集買兇槍殺鄭繼鳳 | 錢開眼 |
| 陳秀雯 | 錢 淺 | 1958年出生 李大有之妻 鍾愛玲好友 当欠下巨款时，屡次欺骗钟爱玲 | 食錢怪 |

### 钟家
| 演員   | 角色   | 關係                                                        | 暱稱 |
|        | 钟健   | 已去世 钟爱玲之兄 錢淺前男友 李大有于幼童院认识的教官兼好友 |      |
| 蔡少芬 | 钟爱玲 | 钱淺、李大有好友 童年由江麗娜飾演                           |      |

### 其他演員
| 演員   | 角色                 | 關係                                                                                         | 暱稱 |
| 李家鼎 | 林 登                | 練馬師                                                                                       |      |
| 駱應鈞 | 潘保羅               | Paul 鄭森拍檔 陸萍男友                                                                       |      |
| 馮素波 | 陸 萍                | 李奇之前妻 李大有之母 潘保羅女友                                                             |      |
| 羅樂林 | 倪冠鶴               | 殯儀館老闆 外圍馬集團大老闆、控制馬匹操控賽果 患有絕症 与李大有亦敌亦友 於第36集病情惡化死亡 |      |
| 游 飈  | 有手下               |                                                                                              |      |
| 李煌生 | 有手下               |                                                                                              |      |
| 邵卓堯 | 有手下               |                                                                                              |      |
| 許實賢 | 有手下               |                                                                                              |      |
| 馮瑞珍 | 清潔工人             |                                                                                              |      |
| 鄭家生 | 陳 七                |                                                                                              |      |
| 黃文標 | 馬伕甲               |                                                                                              |      |
| 虞天偉 | 馬伕乙               |                                                                                              |      |
| 鄧汝超 | 馬伕丙               |                                                                                              |      |
| 博 君  | 馬伕丁               |                                                                                              |      |
| 王維德 | 副練馬師             |                                                                                              |      |
| 呂劍光 | 正 叔                |                                                                                              |      |
| 焦 雄  | 威 哥                |                                                                                              |      |
| 李海生 | 九 哥                |                                                                                              |      |
| 梁欽棋 | 財 哥                |                                                                                              |      |
| 蔡國慶 | 馬評家               |                                                                                              |      |
| 羅君左 | 馬評家               |                                                                                              |      |
| 廖麗麗 | 萍 侍                |                                                                                              |      |
| 河國榮 | 研訊小組主席         |                                                                                              |      |
| 鄭英龍 | 溫柏豪               |                                                                                              |      |
| 梁俊傑 | 謝一鳴               | 見習騎師 孤兒 於第21集被馬踩死                                                               | 鳴仔 |
| 吳列華 | 有職員/錢淺友/玲姐妹 |                                                                                              |      |
|        | 裝修工人             |                                                                                              |      |
| 劉煒全 | 潘手下/萍手下        |                                                                                              |      |
| 麥嘉倫 | 潘手下/萍手下        |                                                                                              |      |
| 張海勤 | 潘手下               |                                                                                              |      |
| 羅 維  | 潘手下               |                                                                                              |      |
| 戴少民 | 副練馬師             |                                                                                              |      |
| 李衛民 | 鶴手下               |                                                                                              |      |
| 黃仲匡 | 鶴手下               |                                                                                              |      |
| 羅國暉 | Tommy                |                                                                                              |      |
| 樊亦敏 | 梅 姐                | 影射梅艳芳                                                                                   |      |
| 蔡雲霞 | 知客甲               |                                                                                              |      |
| 陸麗燕 | 知客乙               |                                                                                              |      |
| 黃天鐸 | Ray                  |                                                                                              |      |
| 梁健平 | Calvin               |                                                                                              |      |
| 蘇恩磁 | 晴/Tammy             |                                                                                              |      |
| 談珮珊 | 瑜/Cindy             |                                                                                              |      |
| 何璧堅 | 院 長                |                                                                                              |      |
| 張 延  | 邦秘書               |                                                                                              |      |
| 麥國維 | 康 輝                |                                                                                              |      |
| 王啟德 | 卡拉OK經理/酒廠經理  |                                                                                              |      |
| 羅 蘭  | 蘭 姨                |                                                                                              |      |
| 丁羨儀 | 銀行職員             |                                                                                              |      |
| 黃煒琳 | 成                   |                                                                                              |      |
| 黃成想 | 賭場經理             |                                                                                              |      |
| 馬 龍  | 馬 伕                |                                                                                              |      |
| 黃振寧 | 男司機               |                                                                                              |      |
| 蔣文端 | 女司機               |                                                                                              |      |
| 文潔雲 | 醫 生                |                                                                                              |      |
| 唐威娜 | 銀行職員             |                                                                                              |      |
| 張百賢 | 鶴手下               |                                                                                              |      |
| 黃建峰 | 鶴手下               |                                                                                              |      |
| 鄺德輝 | 鶴手下               |                                                                                              |      |
| 葉振聲 | 豹                   |                                                                                              |      |
| 梁耀堅 | 便利店店員           |                                                                                              |      |
| 麥皓為 | 伙記甲               |                                                                                              |      |
| 王偉樑 | 伙記乙               |                                                                                              |      |
| 鄭君寧 | 伙記丙               |                                                                                              |      |
| 陳國權 | 武 指                |                                                                                              |      |
| 陳燕航 | 女荷官               |                                                                                              |      |
| 林鳳玲 | 副導演               |                                                                                              |      |
| 黃國輝 | 工作人員             |                                                                                              |      |
| 蘇萬聰 | 酒廊經理             |                                                                                              |      |
| 劉 華  | 摩利士               |                                                                                              |      |
| 郭卓樺 | 超                   |                                                                                              |      |
| 李偉忠 | 森副練               |                                                                                              |      |
| 雲大華 | 騎 師                |                                                                                              |      |
| 葉子華 | 騎 師                |                                                                                              |      |
| 李子君 | 有手下               |                                                                                              |      |
| 何金靈 | 律 師                |                                                                                              |      |
| 孫季卿 | 長 官                |                                                                                              |      |
| 曹 濟  | 租車場老闆           |                                                                                              |      |
| 凌 漢  | 官員甲               |                                                                                              |      |
| 葉鎮華 | 官員乙               |                                                                                              |      |
| 何遠恆 | 主持人               |                                                                                              |      |
| 譚淑梅 | 主持人               |                                                                                              |      |
| 鄭 嵐  | 觀 音                |                                                                                              |      |
| 郭城俊 | 金 童                |                                                                                              |      |
| 江 漢  | 郭英中               | 影射霍英東                                                                                   |      |
| 鄭 雷  | 曾兆佳               | 影射李兆基                                                                                   |      |
| 郭德信 | 郭家成               | 影射李嘉誠                                                                                   |      |
| 張宏偉 | 馬場保安             |                                                                                              |      |

## 轶事
- 此劇是黃日華1993年回巢無線電視的第一部電視劇。
- 此劇是韋家輝為無線電視監製的最後一部電視劇。

## 穿崩及犯驳情节
- 此剧开头车内播放着由周润发演唱的飞沙风中转，而年份明显显示为1988年，但飞沙风中转是1989年发行的。
- 第5集钱浅在整理大有的办公室时，看见大有的愿望日历是写着1993年的，但此剧年份是设定为1988年。
- 第7集郑森在酒楼大骂郑继凤时，突然说出一句对白“依家已经90年代了”
- 第10集李奇在酒廊上演唱的關淑怡「难得有情人」是在1989年发行的，但此剧年份是设定为1988年。
- 第12集钟爱玲演唱的湯寶如「绝对是个梦」是在1992年发行的，但此剧年份是设定为1988年。
- 第18集李大有告诉钟爱玲获得冠军的消息，突然说一句对白“相仲大个四大天王张相啊”，此剧当时设定为1988年，事實上香港樂壇「四大天王」這稱呼是90年代初才出现的。
- 第19集李大有大骂郑继凤时突然说出一句“依家90年代了”。

## 巧合之處
此劇播出剛巧20年後，正值發生電視大戰有網民發現，該事件的發生同本劇的結局極其相似。其中黃日華飾演的男主角李大有是一個愛做夢的人，劇情講述他未有牌照在手就投資幾十億到大陸興建馬場，結果中央因為嚴厲打擊賽馬賭博化不批賭牌，一直堅信自己不會死的李大有被買兇槍殺。由於該劇播出時間距離現在整整20年，而主角正是被成為「維基台一哥」的黃日華，因此引起了部分網民的留意。黃日華則在微博上留言：「如有雷同，實屬巧合！韋生好有『遠見』！」

## 影碟发行
以下所有影碟發行均由電視廣播(國際)有限公司授權：
香港發行代理商現代音像(國際)有限公司於2005年推出發行了《馬場大亨》DVD及VCD影碟零售版本，DVD影碟收錄全套40集，一套共有10隻碟分為兩盒影碟，設有粵語及國語發音版本，自選開啟或關閉繁體中文及簡體中文字幕；VCD影碟將已播放的集數並製作成26隻碟作為片段完整及無刪剪版本，一套共分為兩盒影碟，每隻碟跟電視劇的每集片長約60分鐘一樣，設有粵語及國語發音版本並配上繁體中文字幕。
台灣發行代理商弘音多媒體科技股份有限公司於2006年推出發行了《馬場大亨》DVD影碟零售版本，此影碟燒錄DVD香港版的全部集數及碟數(其中全部碟數均設有香港版的目錄選單)。
馬來西亞, 新加坡及文萊發行代理商Multimedia Entertainment Sendian Berhad (在馬來西亞及文萊影碟)及Kawah Film Productions Private Limited (在新加坡影碟)於2012年推出發行了《馬場大亨》DVD影碟零售版本，此影碟收錄全套40集，共8隻碟，設有粵語及國語發音版本，自選開啟或關閉繁體中文及英文字幕。

## 外部連結
- 《馬場大亨》 GOTV 第1集重溫